# Fazeley
Fazeley is een civil parish in het bestuurlijke gebied Lichfield, in het Engelse graafschap Staffordshire met 4530 inwoners.